# Guatemala
Guatemala, oficial Republica Guatemala (Spaniolă: República de Guatemala, IPA: [re'puβlika ðe ɰwate'mala]), este o țară din America Centrală, în partea de sud a Americii de Nord, ce se învecinează cu Mexic la nord-vest, Oceanul Pacific la sud-vest, Belize și Marea Caraibelor la nord-est și cu Honduras și El Salvador la sud-est. Cu o populație de aproximativ 17,6 milioane de locuitori, este cel mai populat stat din America Centrală. 
Guatemala este o republică cu reprezentare democratică; capitala țării și totodată cel mai mare oraș este Nueva Guatemala de la Asunción, mai cunoscut sub numele de Guatemala City.

## Istorie
Teritoriul actualei Guatemala a făcut parte din punctul central al civilizației maya, care se întindea pe toată suprafața Mesoamericii. Majoritatea țărilor au fost cucerite de spanioli în secolul 16, devenind parte din viceregatul Noii Spanii. 
Guatemala și-a câștigat independența în 1821, devenind parte a Republicii Federale a Americii Centrale, care s-a desființat în 1841.
De la mijlocul și până la sfârșitul secolului 19 Guatemala a trecut prin instabilitate cronică și lupte civile. La începutul secolului 20 a fost condusă de o serie de dictatori susținuți de United Fruit Company și de guvernul Statelor Unite ale Americii. În 1944 dictatorul Jorge Ubico a fost înlăturat de un grup pro-democratic printr-o lovitură militară, începând o revoluție de 10 ani care a dus la reforme sociale și economice. O lovitură militară susținută de S.U.A. în 1954 a sfârșit revoluția și a instaurat dictatura.
Din 1960 până în 1996 Guatemala a suferit din cauza Războiului Civil Guatemalez, dus între guvernul susținut de SUA pe de o parte și rebelii de stânga pe de cealaltă parte. În timpul războiului civil au fost comise masacre ale militarilor împotriva populației Maya. De la acordul de pace negociat de Națiunile Unite, Guatemala a fost martora unei creșteri economice, precum și al succesului în alegerile democratice, în timp ce continuă să se lupte cu rate mari ale sărăciei, crima, traficul de droguri și instabilitatea. 
În anul 1992 activista indigenă Rigoberta Menchú a fost laureată cu Premiul Nobel pentru Pace.
În 2014 Guatemala a fost clasată pe locul 31 din 33 de țări din America Latină și Caraibe în ceea ce privește Indexul de  Dezvoltare Umană.

## Etimologie
Numele de „Guatemala” provine din cuvântul Cuauhtēmallān care în limba nahuatl înseamnă „locul multor pomi”, o traducere a mayanului quiche (k'iche'), „mulți pomi”.
Acesta a fost numele soldaților din Tlaxcala, care l-au acompaniat pe Pedro de Alvarado în timpul cuceririi spaniole.

## Orașe
- Alotenango
- Amatitlán
- Antigua Guatemala
- Asunción Mita
- Ayutla
- Barberena
- Barillas
- Chajul
- Chimaltenango
- Chinaulta
- Chiquimula
- Chiquimulilla
- Ciudad de Guatemala
- Ciudad Vieja
- Coatepeque
- Cobán
- Comalapa
- Cuilapa
- El Estor
- El Tejar
- Escuintla
- Esquipulas
- Flores
- Guastatoya
- Huehuetenango
- Jalapa
- Jocotenango
- Jutiapa
- Malacac
- Mazatenango
- Mixco
- Nebaj
- Nueva Concepción
- Ostuncalco
- Palín
- Patzicía
- Patzún
- Petapa
- Poptún
- Puerto Barrios
- Quezaltenango
- Retalhuleu
- Salamá
- Salcaj
- San Andrs Itzapa
- San Benito
- San José
- San José Pinula
- San Juan Sacatepéquez
- San Lucas Tolimán
- San Pedro Ayampuc
- San Pedro Carchá
- San Pedro Sacatepéquez
- Sanarate
- Santa Catarina Pinula
- Santa Cruz del Quiché
- Santa Lucas Cotzumalguapa
- Santa María de Jesús
- Santiago Atitlán
- Santiago Sacatetpéquez
- Sololá
- Sumpango
- Tecpán Guatemala
- Tiquisate
- Totonicapán
- Villa Nueva
- Zacapa

## Geografie

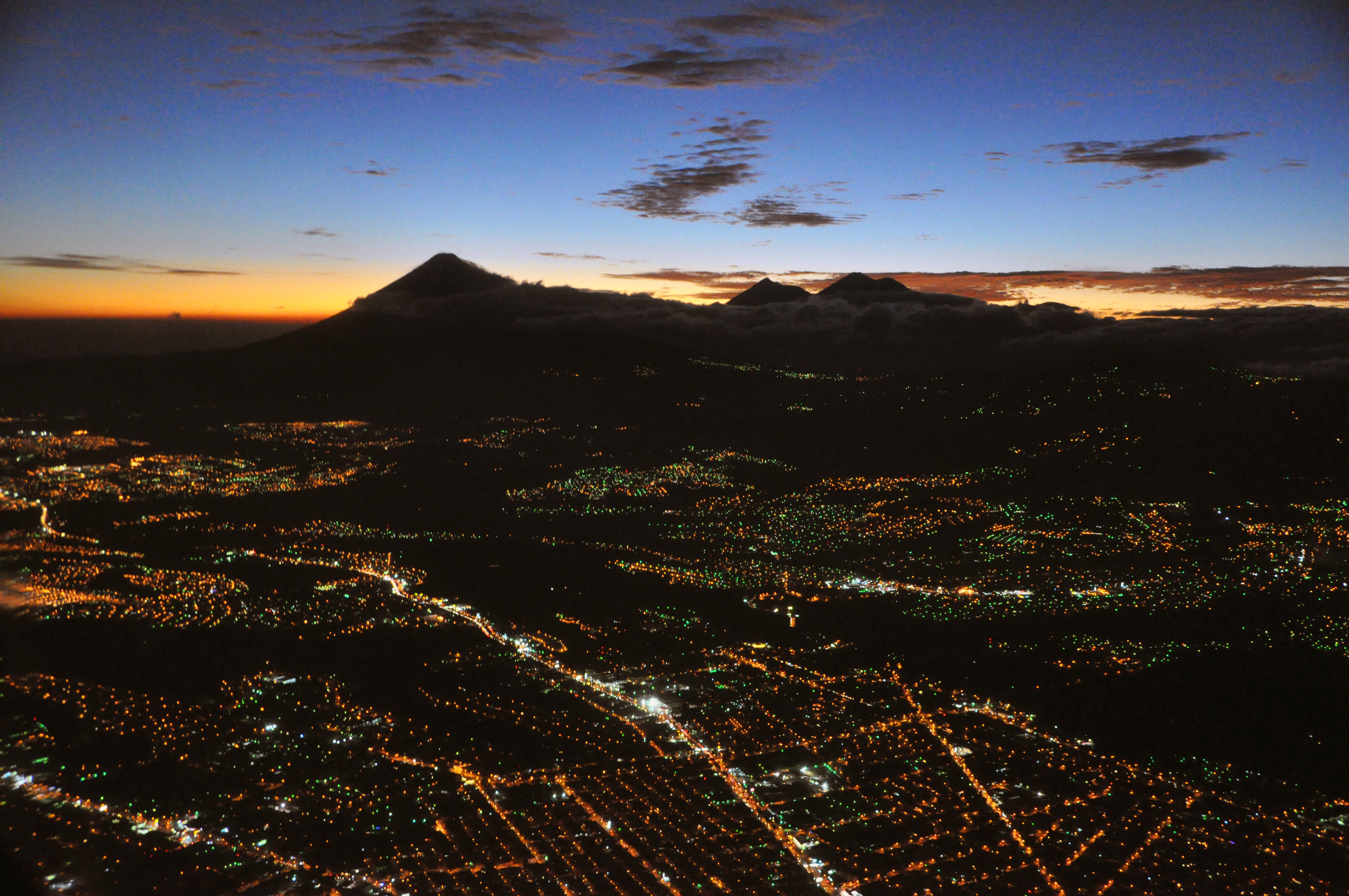
capitala Guatemalei, vedere panoramică nocturnă.

Bogăția Guatemalei de ecosisteme unice și semnificativ biologic include un număr mare de specii endemice și contribuie la desemnarea Mesoamericii ca un punct de interes în ceea ce privește biodiversitatea.

## Economie
Economia este slab dezvoltată.

## Cultură

### Patrimoniu mondial UNESCO
Până în anul 2011 pe lista patrimoniului mondial UNESCO au fost incluse 3 obiective din această țară.